# Una forma de bailar
Una forma de bailar es una película uruguaya de 1997, dirigida por Álvaro Buela y protagonizada por Leonardo Lorenzo y María Elena Pérez, sobre los temores, las inseguridades y las relaciones sentimentales y familiares de un grupo de treintañeros montevideanos en los años noventa.

## Premios
- Primer premio en el Festival de Cine Latinoamericano de Trieste (1998).
- Premio al mejor largometraje de ficción en el Espacio Uruguay del Festival Cinematográfico Internacional de Uruguay (1998).
- Premio Morosoli, de la Fundación Lolita Rubial, a la mejor película (1997).[2]